# التاماهاو-اوسیپ، کارولینای شمالی
التاماهاو-اوسیپ (به انگلیسی: Altamahaw-Ossipee) شهری در ایالت کارولینای شمالی کشور ایالات متحده آمریکا است که جمعیت آن در سرشماری سال ۲۰۱۰ میلادی، ۳۴۷ نفر بوده‌است.